# RKK Energija
RKK Energija je jednou z předních firem kosmického průmyslu Ruska. Oficiální název společnosti je Raketová a kosmická korporace Energija S. P. Koroljova (rusky Открытое акционерное общество «Ракетно-космическая корпорация (РКК) „Энергия“ им. С. П. Королёва»). Sídlo organizace je v Koroljovu nedaleko Moskvy, pobočka na kosmodromu Bajkonur.

## Historie

### OKB-1
Vědecko-výzkumný ústav číslo 88 vznikl po válce z dělostřelecké továrny v Podlipkách - Kaliningradu na jižním okraji Moskvy. Roku 1947 zde byl jmenován v jednom z jeho odděleních hlavním konstruktérem Sergej Koroljov. Sem byli přivezeni i němečtí raketoví odborníci. Ke zkouškám raket dostali možnost používat novou střelnici u vesničky Kapustin Jar u nedaleko Stalingradu, kde je dnes stejnojmenný kosmodrom. Poměrně maličká střelnice pro nově vyvíjené rakety R-7 nepostačovala, proto byl od roku 1955 budován v Kazachstánu kosmodrom Bajkonur.
Koroljovovo oddělení v Podlipkách bylo přeměněno v létě roku 1950 na Zkušební konstrukční kancelář No. 1 (OKB 1). Koroljov byl jmenován jeho náčelníkem. Postupně zde vznikla řada samostatných oddělení a továrna. Projekty přehlcené oddělení začalo některé z nich předávat jinam, např. vývojem telekomunikačních družic se zabývalo OKB-586 na Ukrajině. OKB-1 pak vytvářelo své různé pobočky, z nichž se některé osamostatňovaly.
Pracovníci OKB-1 zkonstruovali a postavili první umělou družici Země – Sputnik 1, první sovětské kosmické sondy k Měsíci, Marsu a Venuši, pilotované kosmické lodě a orbitální stanice. V letech 1956–1957 zde byla zkonstruována raketa R-7, pomocí níž byly vyneseny první sovětské umělé družice Země. Od poloviny 60. let organizace vyvíjela těžkou raketu N-1, připravovala let na Měsíc. V roce 1957 zde byl jmenován šéfprojektantem pozdější kosmonaut Konstantin Petrovič Feoktistov, který vytvořil postupně základní koncepce řady kosmických stanic a lodí. Zůstal zde až do roku 1989.
Hlavní konstruktér Koroljov však náhle v lednu 1966 zemřel.

### Eněrgija
Po smrti Koroljova byl OKB-1 přejmenován na Ústřední konstrukční kancelář experimentálního strojírenství (CKBEM) a jeho vedoucím byl jmenován Vasilij Mišin. Závod o prvenství v dosažení Měsíce však Sověti prohráli. Mnohé závady na nosných raketách i lodích způsobily celou sérii neúspěšných letů, výbuchů raket. V květnu 1974 byl projekt letů Sovětů na Měsíc zrušen, Mišin byl odvolán a do čela CKBEM byl jmenován Valentin Gluško. CKBEM byla spojena s OKB-456, spojený podnik byl pojmenován Energija.
Od roku 1960 společnost průběžně rozpracovávala koncepci letu na Mars.V letech 1976–1983 stála společnost Energija v čele prací na raketě Energija.

### Prezidenti, generální ředitelé a generální konstruktéři společnosti
- Sergej Pavlovič Koroljov – 1946 – 1950 náčelník 3. oddělení SKB NII 88, 1950 - 1956 náčelník a hlavní konstruktér OKB-1, 1956 - leden 1966 generální ředitel a hlavní konstruktér OKB-1
- Vasilij Pavlovič Mišin – květen 1966 - květen 1974 generální ředitel a hlavní konstruktér CKBEM
- Valentin Petrovič Gluško – květen 1974 - 1977 generální ředitel, květen 1974 - leden 1989 generální konstruktér
- Vachtang Dmitrijevič Vačnadze – 1977–1991 generální ředitel NPO Energija
- Jurij Pavlovič Semjonov – srpen 1989 - květen 2005 generální konstruktér, 1991 - 1994 generální ředitel, duben 1994 - květen 2005 prezident
- Nikolaj Nikolajevič Sevasťanov – květen 2005 - červenec 2007 prezident a generální konstruktér
- Vitalij Alexandrovič Lopota – červenec 2007 – srpen 2014 prezident a generální konstruktér
- Viktor Pavlovič Legostajev – srpen 2014 – leden 2015 generální konstruktér
- Vladimir Lvovič Solncev – srpen 2014 – červen 2016 prezident (do září 2014 dočasný), červen 2016 – srpen 2018 generální ředitel
- Sergej Jurjevič Romanov – srpen 2018 – leden 2019 generální ředitel (do září 2019 dočasný)
- Nikolaj Nikolajevič Sevasťanov – od ledna 2019 generální ředitel (do března 2019 dočasný)

### Vývoj organizační struktury společnosti
Roku 1946 byl založen Vědecko-výzkumný institut č.88 (NII 88), 3. oddělení jeho Speciální konstrukční kanceláře (Otděl 3 SKB) dostal za úkol zkonstruovat mezikontinentální balistickou raketu.
| SKB         | Závod č. 88 |
| 3. oddělení | Závod č. 88 |

V dubnu 1950 proběhla v NII 88 reorganizace, SKB byla rozdělena na OKB-1 pracující na mezikontinentální raketě a OKB-2 pracující na protiletadlových raketách.
| OKB-1 | Závod č. 88 |

V srpnu 1956 bylo OKB-1 i se závodem č. 88 vyděleno z NII 88. Byl tak vytvořen samostatný konstrukčně-výrobní celek, přímý předchůdce dnešní RKK Energija.
| Oddělení KB | Závod č. 88 |

Roku 1959 byly založeny pobočky v Kujbyševu (Filiálka č. 3) a Krasnojarsku (Filiálka č. 2, od 1961 OKB-10).
| Oddělení KB | Závod č. 88 | Filiálka č. 3 v Kujbyševu | Filiálka č. 2 v Krasnojarsku (od 1961 ОКB-10) |

Roku 1966 bylo OKB-1 přejmenováno na Ústřední konstrukční kancelář experimentálního strojírenství (CKBEM), proběhla i vnitřní reorganizace a přejmenovávání - Závod č. 88 na Závod experimentálního strojírenství, Filiálka č. 3 na Kujbyševská filiálka). O rok později se krasnojarská OKB-10 osamostatnila jako KB Prikladnoj mechaniky.
| Komplexy KB | ZEM | Kujbyševská filiálka |

Roku 1974 se Kujbyševská filiálka osamostatnila jako CSKB Progress. Současně byly spojeny CKBEM a Energomaš pod vedením Valentina Gluška, nově vzniklý celek byl nazván Vědeckovýrobní sdružení Eněrgija (NPO Energija).
| Hlavní konstrukční byro (GKB) | ZEM | Volžská filiálka | KB, závod a filiálky ENERGOMAŠ |

V letech 1981–1988 ke společnosti náleželo KB Saljut., koncem 80. let byla k Energiji připojena i pobočka v Doněcku (OKB Luč).
| GKB | ZEM | Volžská filiálka | KB, závod a filiálky ENERGOMAŠ | OKB Luč v Doněcku | KB Saljut |

Další změny a reorganizace proběhly v letech 1990–1991.
| GKB | ZEM | Volžská filiálka | Primorská filiálka |

Současný název a strukturu získala Eněrgija roku 1994.
| GKB | AOZ ZEM | AOZ Volžskoe KB | AOZ Primorskij NTC |

### Oddíl kosmonautů společnosti
Záhy po zahájení kosmických letů začalo vedení společnosti prosazovat účast civilních kosmonautů (rozuměj svých zaměstnanců) v kosmických letech. Po překonání odporu ministerstva obrany byl v květnu roku 1968 oficiálně (v květnu 1966 fakticky) ve společnosti založen vlastní oddíl kosmonautů. Oddíl kosmonautů CKBEM/NPO Energija/RKK Energija se stal druhým nejvýznamnějším oddílem v Sovětském svazu, resp. Rusku. Kosmonauti Energije se, s výjimkou vojenského programu Almaz, zapojili do všech sovětských a ruských programů pilotovaných kosmických letů. Roku 2011 byl oddíl včleněn do oddílu Střediska přípravy kosmonautů Roskosmosu v Hvězdném městečku.

## Současnost
Prostřednictvím Roskosmosu se RKK Energija podílí na zabezpečení stanice ISS materiálními prostředky. Doprava na ISS je zajišťována pilotovanými kosmickými loděmi Sojuz a od Sojuzů odvozenými nákladními loděmi Progress, po ukončení letů raketoplánů roku 2010 budou několik dalších let lodě RKK Energija jedinými pilotovanými dopravními prostředky pro ISS. Členové oddílu kosmonautů Energije obsazovali polovinu ruských míst v posádkách ISS. Společnost vyrábí spojovací družice řady Jamal. Podílí se výrobě evropské kosmické nákladní lodi ATV, účastní se programu Sea Launch. Vyrábí urychlovací bloky DM-SL pro rakety Proton a Zenit.
Obrat společnosti roku 2006 byl 8,7 miliard rublů (roku 2005 — 6,3 miliard rublů), zisk — 509 miliónů rublů (159 miliónů rublů).
Hlavními vlastníky akcií společnosti jsou Rosimuščestvo (38,22 %, ruská federální agentura spravující státní majetek), společnost Liděr (7 %) a Investiční společnost Rozvoj (17,25 %), jejímž stoprocentním vlastníkem je Energija.